# Viennay
 Viennay  es una comuna (municipio) de Francia, en la región de Poitou-Charentes, departamento de Deux-Sèvres, en el distrito y cantón de Parthenay. No está integrada en ninguna Communauté de communes.

## Demografía
| 422 | 506 | 587 | 1007 | 1063 | 1018 |
| Para los censos de 1962 a 1999 la población legal corresponde a la población sin duplicidades (Fuente: INSEE [Consultar]) |     |     |      |      |      |

Forma parte de la aglomeración urbana de Parthenay.